# Temporada 1965 de Fórmula 1
La temporada 1965 de Fórmula 1 fue la 16.ª del Campeonato Mundial de Fórmula 1 de la FIA. Se disputó entre el 1 de enero y el 24 de octubre. El campeonato consistió en 10 carreras.
Jim Clark ganó su segundo y último Campeonato de Pilotos. Lotus ganó su segundo Campeonato de Constructores.

## Resumen de la temporada
Jim Clark ganó seis de las primeras siete carreras del año; sólo le faltó ganar el GP de Mónaco, al que no se presentó por estar disputando las 500 Millas de Indianápolis, que también ganaría.
Richie Ginther ganó el único Gran Premio de su carrera, que también fue la primera victoria de Honda y la última carrera que se disputó con motores de 1.5 litros. Las otras dos competencias serían ganadas por Jackie Stewart y Graham Hill de BRM.

## Escuderías y pilotos
| Escudería                                             | Chasis     | Chasis   | Motor                                   | Piloto              | Rondas          |
| ----------------------------------------------------- | ---------- | -------- | --------------------------------------- | ------------------- | --------------- |
| Scuderia Ferrari SpA SEFAC North American Racing Team | Ferrari    | 158 1512 | Ferrari 205B 1.5 V8 Ferrari 207 1.5 F12 | John Surtees        | 1–8             |
| Scuderia Ferrari SpA SEFAC North American Racing Team | Ferrari    | 158 1512 | Ferrari 205B 1.5 V8 Ferrari 207 1.5 F12 | Lorenzo Bandini     | Todas           |
| Scuderia Ferrari SpA SEFAC North American Racing Team | Ferrari    | 158 1512 | Ferrari 205B 1.5 V8 Ferrari 207 1.5 F12 | Nino Vaccarella     | 8               |
| Scuderia Ferrari SpA SEFAC North American Racing Team | Ferrari    | 158 1512 | Ferrari 205B 1.5 V8 Ferrari 207 1.5 F12 | Pedro Rodríguez     | 9–10            |
| Scuderia Ferrari SpA SEFAC North American Racing Team | Ferrari    | 158 1512 | Ferrari 205B 1.5 V8 Ferrari 207 1.5 F12 | Bob Bondurant       | 9               |
| Scuderia Ferrari SpA SEFAC North American Racing Team | Ferrari    | 158 1512 | Ferrari 205B 1.5 V8 Ferrari 207 1.5 F12 | Ludovico Scarfiotti | 10              |
| Owen Racing Organisation                              | BRM        | P261     | BRM P56 1.5 V8                          | Graham Hill         | Todas           |
| Owen Racing Organisation                              | BRM        | P261     | BRM P56 1.5 V8                          | Jackie Stewart      | Todas           |
| Team Lotus                                            | Lotus      | 33 25    | Climax FWMV 1.5 V8                      | Jim Clark           | 1, 3–10         |
| Team Lotus                                            | Lotus      | 33 25    | Climax FWMV 1.5 V8                      | Mike Spence         | 1, 3–10         |
| Team Lotus                                            | Lotus      | 33 25    | Climax FWMV 1.5 V8                      | Gerhard Mitter      | 7               |
| Team Lotus                                            | Lotus      | 33 25    | Climax FWMV 1.5 V8                      | Geki                | 8               |
| Team Lotus                                            | Lotus      | 33 25    | Climax FWMV 1.5 V8                      | Moisés Solana       | 9–10            |
| Brabham Racing Organisation                           | Brabham    | BT7 BT11 | Climax FWMV 1.5 V8                      | Jack Brabham        | 1–3, 5, 7, 9–10 |
| Brabham Racing Organisation                           | Brabham    | BT7 BT11 | Climax FWMV 1.5 V8                      | Dan Gurney          | 1, 3–10         |
| Brabham Racing Organisation                           | Brabham    | BT7 BT11 | Climax FWMV 1.5 V8                      | Denny Hulme         | 2, 4–8          |
| Brabham Racing Organisation                           | Brabham    | BT7 BT11 | Climax FWMV 1.5 V8                      | Giancarlo Baghetti  | 8               |
| Cooper Car Company                                    | Cooper     | T77 T73  | Climax FWMV 1.5 V8                      | Bruce McLaren       | Todas           |
| Cooper Car Company                                    | Cooper     | T77 T73  | Climax FWMV 1.5 V8                      | Jochen Rindt        | Todas           |
| R.R.C. Walker Racing Team                             | Brabham    | BT7      | Climax FWMV 1.5 V8                      | Jo Bonnier          | Todas           |
| R.R.C. Walker Racing Team                             | Brabham    | BT11     | BRM P56 1.5 V8                          | Jo Siffert          | Todas           |
| DW Racing Enterprises                                 | Brabham    | BT11     | Climax FWMV 1.5 V8                      | Bob Anderson        | 1–7             |
| DW Racing Enterprises                                 | Lotus      | 33       | Climax FWMV 1.5 V8                      | Paul Hawkins        | 2, 7            |
| Reg Parnell Racing                                    | Lotus      | 25 33    | BRM P56 1.5 V8                          | Tony Maggs          | 1               |
| Reg Parnell Racing                                    | Lotus      | 25 33    | BRM P56 1.5 V8                          | Richard Attwood     | 2–3, 5–10       |
| Reg Parnell Racing                                    | Lotus      | 25 33    | BRM P56 1.5 V8                          | Mike Hailwood       | 2               |
| Reg Parnell Racing                                    | Lotus      | 25 33    | BRM P56 1.5 V8                          | Innes Ireland       | 3–6, 8–10       |
| Reg Parnell Racing                                    | Lotus      | 25 33    | BRM P56 1.5 V8                          | Chris Amon          | 4, 7            |
| Reg Parnell Racing                                    | Lotus      | 25 33    | BRM P56 1.5 V8                          | Bob Bondurant       | 10              |
| John Willment Automobiles                             | Brabham    | BT11     | BRM P56 1.5 V8                          | Frank Gardner       | 1–3, 5–8        |
| John Willment Automobiles                             | Brabham    | BT10     | Ford 109E 1.5 L4                        | Paul Hawkins        | 1               |
| John Love                                             | Cooper     | T55      | Climax FPF 1.5 L4                       | John Love           | 1               |
| David Prophet                                         | Brabham    | BT10     | Ford 109E 1.5 L4                        | David Prophet       | 1               |
| Otello Nucci                                          | Alfa Romeo | Special  | Alfa Romeo Giulietta 1.5 L4             | Peter de Klerk      | 1               |
| Otello Nucci                                          | LDS        | Mk 2     | Climax FPF 1.5 L4                       | Doug Serrurier      | 1               |
| Lawson Organisation                                   | Lotus      | 21       | Climax FPF 1.5 L4                       | Ernie Pieterse      | 1               |
| Scuderia Scribante                                    | Lotus      | 21       | Climax FPF 1.5 L4                       | Neville Lederle     | 1               |
| Clive Puzey                                           | Lotus      | 18/21    | Climax FPF 1.5 L4                       | Clive Puzey         | 1               |
| Sam Tingle                                            | LDS        | Mk 1     | Alfa Romeo Giulietta 1.5 L4             | Sam Tingle          | 1               |
| Ted Lanfear                                           | Lotus      | 22       | Ford 109E 1.5 L4                        | Brausch Niemann     | 1               |
| Trevor Blokdyk                                        | Cooper     | T59      | Ford 109E 1.5 L4                        | Trevor Blokdyk      | 1               |
| Jackie Pretorius                                      | LDS        | Mk 1     | Alfa Romeo Giulietta 1.5 L4             | Jackie Pretorius    | 1               |
| Brian Raubenheimer                                    | Lotus      | 20       | Ford 109E 1.5 L4                        | Brian Raubenheimer  | 1               |
| Ecurie Tomahawk                                       | Lotus      | 20       | Ford 109E 1.5 L4                        | Dave Charlton       | 1               |
| Honda R & D Company                                   | Honda      | RA272    | Honda RA272E 1.5 V12                    | Ronnie Bucknum      | 2–4, 8–10       |
| Honda R & D Company                                   | Honda      | RA272    | Honda RA272E 1.5 V12                    | Richie Ginther      | 2–6, 8–10       |
| Scuderia Centro Sud                                   | BRM        | P57      | BRM P56 1.5 V8                          | Lucien Bianchi      | 3               |
| Scuderia Centro Sud                                   | BRM        | P57      | BRM P56 1.5 V8                          | Masten Gregory      | 3, 5, 7–8       |
| Scuderia Centro Sud                                   | BRM        | P57      | BRM P56 1.5 V8                          | Roberto Bussinello  | 7–8             |
| Scuderia Centro Sud                                   | BRM        | P57      | BRM P56 1.5 V8                          | Giorgio Bassi       | 8               |
| Bob Gerard Racing                                     | Cooper     | T60      | Climax FWMV 1.5 V8                      | John Rhodes         | 5               |
| Bob Gerard Racing                                     | Cooper     | T71/73   | Ford 109E 1.5 L4                        | Alan Rollinson      | 5               |
| Ian Raby Racing                                       | Brabham    | BT3      | BRM P56 1.5 V8                          | Ian Raby            | 5, 7            |
| Ian Raby Racing                                       | Brabham    | BT3      | BRM P56 1.5 V8                          | Chris Amon          | 5               |
| Brian Gubby                                           | Lotus      | 24       | Climax FWMV 1.5 V8                      | Brian Gubby         | 5               |

## Resultados
| Carrera                           | Fecha            | Circuito           | Piloto ganador | Constructor ganador | Resultados |
| --------------------------------- | ---------------- | ------------------ | -------------- | ------------------- | ---------- |
| Gran Premio de Sudáfrica          | 1 de enero       | Príncipe George    | Jim Clark      | Lotus-Climax        | Resultados |
| Gran Premio de Mónaco             | 30 de mayo       | Mónaco             | Graham Hill    | BRM                 | Resultados |
| Gran Premio de Bélgica            | 13 de junio      | Spa-Francorchamps  | Jim Clark      | Lotus-Climax        | Resultados |
| Gran Premio de Francia            | 27 de junio      | Charade            | Jim Clark      | Lotus-Climax        | Resultados |
| Gran Premio de Gran Bretaña       | 10 de julio      | Silverstone        | Jim Clark      | Lotus-Climax        | Resultados |
| Gran Premio de los Países Bajos   | 18 de julio      | Zandvoort          | Jim Clark      | Lotus-Climax        | Resultados |
| Gran Premio de Alemania           | 1 de agosto      | Nürburgring        | Jim Clark      | Lotus-Climax        | Resultados |
| Gran Premio de Italia             | 12 de septiembre | Monza              | Jackie Stewart | BRM                 | Resultados |
| Gran Premio de los Estados Unidos | 3 de octubre     | Watkins Glen       | Graham Hill    | BRM                 | Resultados |
| Gran Premio de México             | 24 de octubre    | Hermanos Rodríguez | Richie Ginther | Honda               | Resultados |

## Clasificaciones

### Sistema de puntuación
- Puntuaban los seis primeros de cada carrera
- Para el campeonato de pilotos solo se contabilizaban los 6 mejores resultados obtenidos por cada competidor

| Posición | 1.º | 2.º | 3.º | 4.º | 5.º | 6.º |
| Puntos   | 9   | 6   | 4   | 3   | 2   | 1   |

### Campeonato de Pilotos
| Pos. | Piloto              | RSA  | MON | BEL | FRA | GBR | NED | GER | ITA | USA | MEX | Puntos  |
| ---- | ------------------- | ---- | --- | --- | --- | --- | --- | --- | --- | --- | --- | ------- |
| 1    | Jim Clark           | 1    |     | 1   | 1   | 1   | 1   | 1   | 10  | Ret | Ret | 54      |
| 2    | Graham Hill         | 3    | 1   | (5) | (5) | 2   | (4) | 2   | 2   | 1   | Ret | 40 (47) |
| 3    | Jackie Stewart      | (6)  | 3   | 2   | 2   | 5   | 2   | Ret | 1   | Ret | Ret | 33 (34) |
| 4    | Dan Gurney          | Ret  |     | 10  | Ret | 6   | 3   | 3   | 3   | 2   | 2   | 25      |
| 5    | John Surtees        | 2    | 4   | Ret | 3   | 3   | 7   | Ret | Ret |     |     | 17      |
| 6    | Lorenzo Bandini     | 15   | 2   | 9   | 8   | Ret | 9   | 6   | 4   | 4   | 8   | 13      |
| 7    | Richie Ginther      |      | Ret | 6   | Ret | Ret | 6   |     | 14  | 7   | 1   | 11      |
| 8    | Mike Spence         | 4    |     | 7   | 7   | 4   | 8   | Ret | 11  | Ret | 3   | 10      |
| =    | Bruce McLaren       | 5    | 5   | 3   | Ret | 10  | Ret | Ret | 5   | Ret | Ret | 10      |
| 10   | Jack Brabham        | 8    | Ret | 4   |     | DNS |     | 5   |     | 3   | Ret | 9       |
| 11   | Denny Hulme         |      | 8   |     | 4   | Ret | 5   | Ret | Ret |     |     | 5       |
| =    | Jo Siffert          | 7    | 6   | 8   | 6   | 9   | 13  | Ret | Ret | 11  | 4   | 5       |
| 13   | Jochen Rindt        | Ret  | DNQ | 11  | Ret | 14  | Ret | 4   | 8   | 6   | Ret | 4       |
| 14   | Pedro Rodríguez     |      |     |     |     |     |     |     |     | 5   | 7   | 2       |
| =    | Ronnie Bucknum      |      | Ret | Ret | Ret |     |     |     | Ret | 13  | 5   | 2       |
| =    | Richard Attwood     |      | Ret | 14  |     | 13  | 12  | Ret | 6   | 10  | 6   | 2       |
| NC   | Jo Bonnier          | Ret  | 7   | Ret | Ret | 7   | Ret | 7   | 7   | 8   | Ret | 0       |
| NC   | Frank Gardner       | 12   | Ret | Ret |     | 8   | 11  | Ret | Ret |     |     | 0       |
| NC   | Masten Gregory      |      |     | Ret |     | 12  |     | 8   | Ret |     |     | 0       |
| NC   | Bob Anderson        | NC   | 9   | DNS | 9   | Ret | Ret | DNS |     |     |     | 0       |
| NC   | Innes Ireland       |      |     | 13  | Ret | Ret | 10  |     | 9   | Ret | DNS | 0       |
| NC   | Paul Hawkins        | 9    | 10  |     |     |     |     | Ret |     |     |     | 0       |
| NC   | Bob Bondurant       |      |     |     |     |     |     |     |     | 9   | Ret | 0       |
| NC   | Peter de Klerk      | 10   |     |     |     |     |     |     |     |     |     | 0       |
| NC   | Tony Maggs          | 11   |     |     |     |     |     |     |     |     |     | 0       |
| NC   | Ian Raby            |      |     |     |     | 11  |     | DNQ |     |     |     | 0       |
| NC   | Moisés Solana       |      |     |     |     |     |     |     |     | 12  | Ret | 0       |
| NC   | Lucien Bianchi      |      |     | 12  |     |     |     |     |     |     |     | 0       |
| NC   | Nino Vaccarella     |      |     |     |     |     |     |     | 12  |     |     | 0       |
| NC   | Sam Tingle          | 13   |     |     |     |     |     |     |     |     |     | 0       |
| NC   | Roberto Bussinello  |      |     |     |     |     |     | DNQ | 13  |     |     | 0       |
| NC   | David Prophet       | 14   |     |     |     |     |     |     |     |     |     | 0       |
| NC   | Chris Amon          |      |     |     | Ret | DNS |     | Ret |     |     |     | 0       |
| NC   | John Love           | Ret  |     |     |     |     |     |     |     |     |     | 0       |
| NC   | Mike Hailwood       |      | Ret |     |     |     |     |     |     |     |     | 0       |
| NC   | John Rhodes         |      |     |     |     | Ret |     |     |     |     |     | 0       |
| NC   | Gerhard Mitter      |      |     |     |     |     |     | Ret |     |     |     | 0       |
| NC   | Giancarlo Baghetti  |      |     |     |     |     |     |     | Ret |     |     | 0       |
| NC   | Geki                |      |     |     |     |     |     |     | Ret |     |     | 0       |
| NC   | Giorgio Bassi       |      |     |     |     |     |     |     | Ret |     |     | 0       |
| NC   | Alan Rollinson      |      |     |     |     | DNS |     |     |     |     |     | 0       |
| NC   | Ludovico Scarfiotti |      |     |     |     |     |     |     |     |     | DNS | 0       |
| NC   | Trevor Blokdyk      | DNQ  |     |     |     |     |     |     |     |     |     | 0       |
| NC   | Doug Serrurier      | DNQ  |     |     |     |     |     |     |     |     |     | 0       |
| NC   | Neville Lederle     | DNQ  |     |     |     |     |     |     |     |     |     | 0       |
| NC   | Brausch Niemann     | DNQ  |     |     |     |     |     |     |     |     |     | 0       |
| NC   | Ernie Pieterse      | DNQ  |     |     |     |     |     |     |     |     |     | 0       |
| NC   | Brian Gubby         |      |     |     |     | DNQ |     |     |     |     |     | 0       |
| NC   | Jackie Pretorius    | DNPQ |     |     |     |     |     |     |     |     |     | 0       |
| NC   | Clive Puzey         | DNPQ |     |     |     |     |     |     |     |     |     | 0       |
| NC   | Dave Charlton       | DNPQ |     |     |     |     |     |     |     |     |     | 0       |
| Pos. | Piloto              | RSA  | MON | BEL | FRA | GBR | NED | GER | ITA | USA | MEX | Puntos  |

| Color      | Resultado                          |
| ---------- | ---------------------------------- |
| Oro        | Ganador                            |
| Plata      | 2.º puesto                         |
| Bronce     | 3.er puesto                        |
| Verde      | Finalizó en los puntos             |
| Azul       | Finalizó sin puntos                |
| Azul       | NC - No clasificado                |
| Violeta    | Ret - No terminó                   |
| Rojo       | DNQ - No se clasificó              |
| Rojo       | DNPQ - No se preclasificó          |
| Negro      | DSQ - Descalificado                |
| Blanco     | DNS - No empezó                    |
| Blanco     | WD - Retirado                      |
| Blanco     | C - Carrera cancelada              |
| Azul claro | TD - Entrenamientos libres (2003-) |
| Sin color  | DNP - Inscrito, pero no participó  |
| Sin color  | INJ - Inscrito, pero lesionado     |
| Sin color  | EX - Excluido                      |

| Estado  | Resultado                                                                             |
| ------- | ------------------------------------------------------------------------------------- |
| Negrita | Pole position                                                                         |
| Cursiva | Vuelta rápida                                                                         |
| 1-8     | Posiciones puntuables de clasificación sprint (2021-)                                 |
| †       | No acabó el Gran Premio, pero fue clasificado ya que completó el porcentaje necesario |
| ‡       | Monoplaza compartido                                                                  |
| ~       | Se otorgó la mitad de puntos ya que no se cumplió con el 75% de la carrera            |
| ≠       | No obtuvo puntos ya que era piloto invitado                                           |
| F2      | Inscrito para carrera de Fórmula 2, no sumaba puntos                                  |

#### Leyenda adicional
- Las puntuaciones sin paréntesis corresponden al cómputo oficial del Campeonato
  - La suma de la puntuación únicamente de los 6 mejores resultados del Campeonato, sin tener en cuenta los puntos que se hubieran obtenido en el resto de carreras.
- Las puntuaciones (entre paréntesis) corresponden al cómputo total de puntos obtenidos
  - La suma de la puntuación de todos los resultados del Campeonato, incluyendo los puntos obtenidos en carreras que no son computados para la clasificación final.

### Estadísticas del Campeonato de Pilotos
| Pos. | Piloto             | N.º | País          | Puntos  | Victorias | Podios | Poles |
| ---- | ------------------ | --- | ------------- | ------- | --------- | ------ | ----- |
| 1    | Jim Clark          | 5   | Reino Unido   | 54      | 6         | 6      | 6     |
| 2    | Graham Hill        | 3   | Reino Unido   | 40 (47) | 2         | 6      | 4     |
| 3    | Jackie Stewart     | 4   | Reino Unido   | 33 (34) | 1         | 5      |       |
| 4    | Dan Gurney         | 8   | EE. UU.       | 25      |           | 5      |       |
| 5    | John Surtees       | 8   | Reino Unido   | 17      |           | 3      |       |
| 6    | Lorenzo Bandini    | 2   | Italia        | 13      |           | 1      |       |
| 7    | Richie Ginther     | 11  | EE. UU.       | 11      | 1         | 1      |       |
| 8    | Mike Spence        | 6   | Reino Unido   | 10      |           | 1      |       |
| =    | Bruce McLaren      | 9   | Nueva Zelanda | 10      |           | 1      |       |
| 10   | Jack Brabham       | 7   | Australia     | 9       |           | 1      |       |
| 11   | Denny Hulme        | 14  | Nueva Zelanda | 5       |           |        |       |
| =    | Jo Siffert         | 16  | Suiza         | 5       |           |        |       |
| 13   | Jochen Rindt       | 10  | Austria       | 4       |           |        |       |
| 14   | Pedro Rodríguez    | 14  | México        | 2       |           |        |       |
| =    | Richard Attwood    | 21  | Reino Unido   | 2       |           |        |       |
| =    | Ronnie Bucknum     | 12  | EE. UU.       | 2       |           |        |       |
| NC   | Nino Vaccarella    | 6   | Italia        |         |           |        |       |
| NC   | Moises Solana      | 18  | México        |         |           |        |       |
| NC   | Trevor Blokdyk     | 28  | Sudáfrica     |         |           |        |       |
| NC   | Paul Hawkins       | 22  | Australia     |         |           |        |       |
| NC   | Mike Hailwood      | 16  | Reino Unido   |         |           |        |       |
| NC   | Masten Gregory     | 48  | EE. UU.       |         |           |        |       |
| NC   | Lucien Bianchi     | 27  | Bélgica       |         |           |        |       |
| NC   | Roberto Bussinello | 50  | Italia        |         |           |        |       |
| NC   | Sam Tingle         | 25  | Zimbabue      |         |           |        |       |
| NC   | Tony Maggs         | 15  | Sudáfrica     |         |           |        |       |
| NC   | Peter de Klerk     | 20  | Sudáfrica     |         |           |        |       |
| NC   | Doug Serrurier     | 21  | Sudáfrica     |         |           |        |       |
| NC   | Neville Lederle    | 23  | Sudáfrica     |         |           |        |       |
| NC   | John Rhodes        | 20  | Reino Unido   |         |           |        |       |
| NC   | Bob Anderson       | 18  | Reino Unido   |         |           |        |       |
| NC   | Bob Bondurant      | 22  | EE. UU.       |         |           |        |       |
| NC   | Brausch Niemann    | 27  | Sudáfrica     |         |           |        |       |
| NC   | Chris Amon         | 19  | Nueva Zelanda |         |           |        |       |
| NC   | David Prophet      | 19  | Reino Unido   |         |           |        |       |
| NC   | Alan Rollinson     | 25  | Reino Unido   |         |           |        |       |
| NC   | Ernie Pieterse     | 22  | Sudáfrica     |         |           |        |       |
| NC   | Ian Raby           | 24  | Reino Unido   |         |           |        |       |
| NC   | John Love          | 17  | Rodesia       |         |           |        |       |
| NC   | Jo Bonnier         | 15  | Suecia        |         |           |        |       |
| NC   | Jackie Pretorius   | 29  | Sudáfrica     |         |           |        |       |
| NC   | Clive Puzey        | 24  | Rodesia       |         |           |        |       |
| NC   | Innes Ireland      | 38  | Reino Unido   |         |           |        |       |
| NC   | Frank Gardner      | 46  | Australia     |         |           |        |       |
| NC   | Giancarlo Baghetti | 10  | Italia        |         |           |        |       |
| NC   | Geki               | 28  | Italia        |         |           |        |       |
| NC   | Gerhard Mitter     | 3   | Alemania      |         |           |        |       |

### Campeonato de Constructores
| Pos. | Manufacturer   | RSA | MON | BEL | FRA | GBR | NED | GER | ITA | USA | MEX | Puntos  |
| ---- | -------------- | --- | --- | --- | --- | --- | --- | --- | --- | --- | --- | ------- |
| 1    | Lotus-Climax   | 1   | 10  | 1   | 1   | 1   | 1   | 1   | 10  | 12  | (3) | 54 (58) |
| 2    | BRM            | (3) | 1   | 2   | 2   | 2   | (2) | (2) | 1   | 1   | Ret | 45 (61) |
| 3    | Brabham-Climax | 8   | 7   | 4   | (4) | (6) | 3   | 3   | 3   | 2   | 2   | 27 (31) |
| 4    | Ferrari        | 2   | 2   | 9   | 3   | 3   | 7   | (6) | 4   | 4   | 7   | 26 (27) |
| 5    | Cooper-Climax  | 5   | 5   | 3   | Ret | 10  | Ret | 4   | 5   | 6   | Ret | 14      |
| 6    | Honda          |     | Ret | 6   | Ret | Ret | 6   |     | 14  | 7   | 1   | 11      |
| 7    | Brabham-BRM    | 7   | 6   | 8   | 6   | 8   | 11  | Ret | Ret | 11  | 4   | 5       |
| 8    | Lotus-BRM      | 11  | Ret | 13  | Ret | 13  | 10  | Ret | 6   | 10  | 6   | 2       |
| NC   | Brabham-Ford   | 9   |     |     |     |     |     |     |     |     |     | 0       |
| NC   | Alfa Romeo     | 10  |     |     |     |     |     |     |     |     |     | 0       |
| NC   | LDS-Alfa Romeo | 13  |     |     |     |     |     |     |     |     |     | 0       |
| NC   | Cooper-Ford    | DNQ |     |     |     | DNS |     |     |     |     |     | 0       |
| NC   | LDS-Climax     | DNQ |     |     |     |     |     |     |     |     |     | 0       |
| NC   | Lotus-Ford     | DNQ |     |     |     |     |     |     |     |     |     | 0       |
| Pos. | Manufacturer   | RSA | MON | BEL | FRA | GBR | NED | GER | ITA | USA | MEX | Puntos  |

## Carreras fuera del campeonato
En 1965 se realizaron siete carreras de Fórmula 1 no puntuables para el campeonato mundial.
| Carrera                         | Circuito     | Fecha          | Piloto ganador | Constructor ganador | Resultados |
| ------------------------------- | ------------ | -------------- | -------------- | ------------------- | ---------- |
| Cape South Easter Trophy        | Killarney    | 9 de enero     | Paul Hawkins   | Brabham-Climax      | Resultados |
| Carrera de Campeones            | Brands Hatch | 13 de marzo    | Mike Spence    | Lotus-Climax        | Resultados |
| Gran Premio de Siracusa         | Siracusa     | 4 de abril     | Jim Clark      | Lotus-Climax        | Resultados |
| Trofeo Glover                   | Goodwood     | 19 April       | Jim Clark      | Lotus-Climax        | Resultados |
| BRDC International Trophy       | Silverstone  | 15 de mayo     | Jackie Stewart | BRM                 | Resultados |
| IV Gran Premio del Mediterráneo | Pergusa      | 15 de agosto   | Jo Siffert     | Brabham-BRM         | Resultados |
| VIII Gran Premio de Rand        | Kyalami      | 4 de diciembre | Jack Brabham   | Brabham-Climax      | Resultados |